# Iwanowka (Baschkortostan, Dawlekanowski)
Iwanowka (russisch Ивановка; baschkirisch Ивановка) ist ein Selo (Dorf) in der russischen Republik Baschkortostan. Der Ort liegt im Dawlekanowski rajon und ist Sitz der Landgemeinde Iwanowski selsowet, welche nur aus dem Ort Iwanowka besteht. Der Ort wird überwiegend von Russen bewohnt.

## Geographie
Iwanowka befindet sich 38 Kilometer nordwestlich vom Rajonzentrum Dawlekanowo. Die nächste Bahnstation ist Busdiak an der Strecke von Uljanowsk nach Ufa 21 Kilometer nordwestlich.

## Geschichte
Der Ort wurde im Jahr 1897 von russischen Bauern gegründet und hatte zunächst den Status einer Siedlung. Später wurde er zu einem Selo erhoben.

### Bevölkerungsentwicklung
| Jahr | Einwohner |
| ---- | --------- |
| 1920 | 1.538     |
| 1968 | 839       |
| 2002 | 750       |
| 2010 | 749       |

Anmerkung: 